# Pasir (Tripe Jaya)
Pasir is een bestuurslaag in het regentschap Gayo Lues van de provincie Atjeh, Indonesië. Pasir telt 914 inwoners (volkstelling 2010).